# BLUE & RED STARDUST
『BLUE & RED STARDUST』（ブルー アンド レッド スターダスト）は、スターダストレビュー10枚目のベスト・アルバム。2011年2月23日に発売された。

## 概要
2009年リリース『BLUE STARDUST』と『RED STARDUST』を2枚組にした作品。

## 収録曲
収録曲・曲順はそれぞれの項目を参照。
- DISC.1

BLUE STARDUST
- DISC.2

RED STARDUST